# Isoperla bifurcata
Isoperla bifurcata és una espècie d'insecte plecòpter pertanyent a la família dels perlòdids.

## Descripció
- La larva mascle fa entre 9 i 11 mm de llargària corporal.[7]

## Hàbitat
En el seu estadi immadur és aquàtic i viu a l'aigua dolça, mentre que com a adult és terrestre i volador (entre el maig i l'octubre).

## Distribució geogràfica
Es troba a Nord-amèrica: els Estats Units (Califòrnia, Idaho, Oregon i Washington, incloent-hi Sierra Nevada).